# Dammtjärnarna (Malungs socken, Dalarna, 674100-139940)
Dammtjärnarna är en sjö i Malung-Sälens kommun i Dalarna och ingår i Dalälvens huvudavrinningsområde.